# Adolf von Oechelhäuser

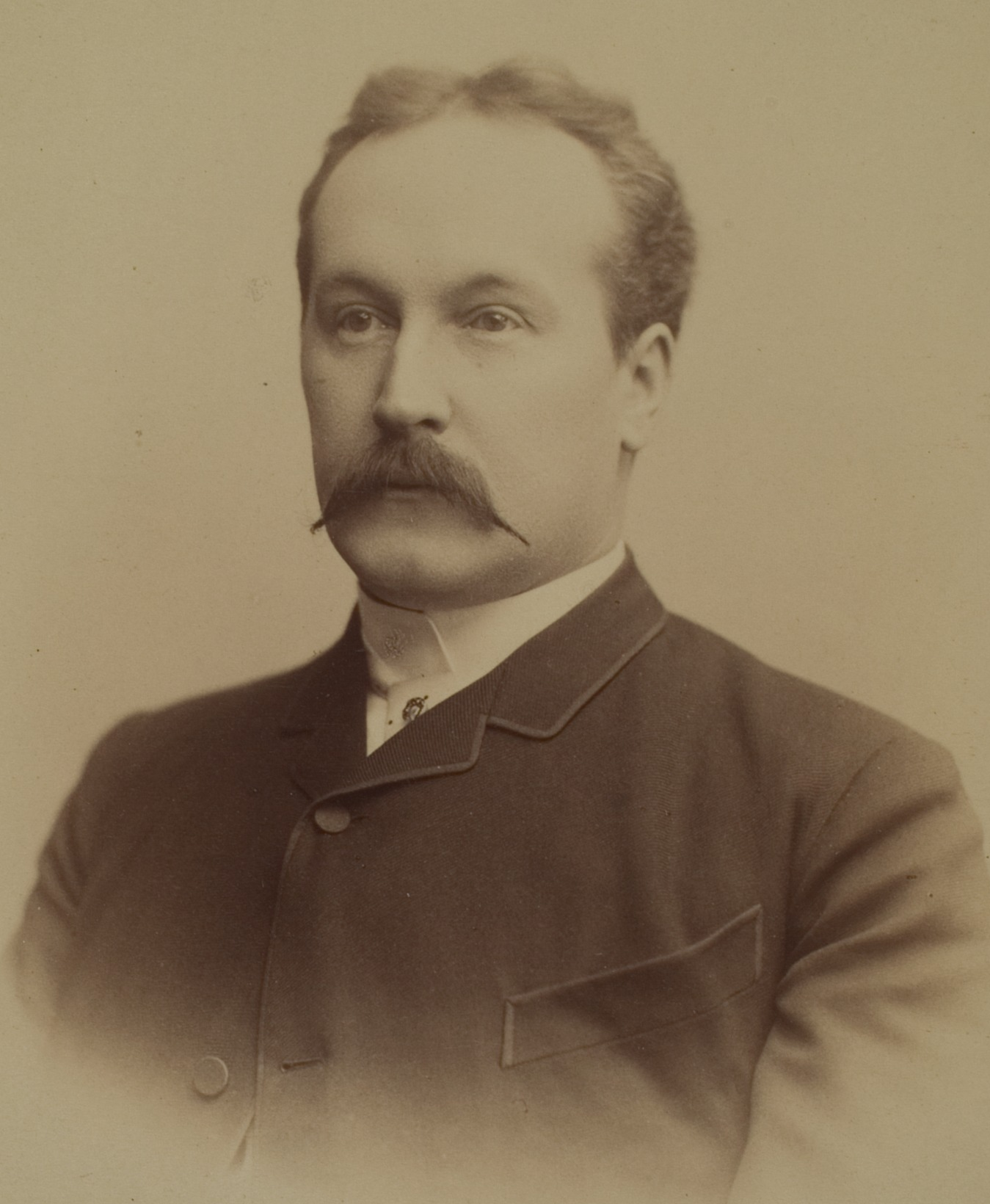
Adolf von Oechelhäuser (zwischen 1890 und 1893)

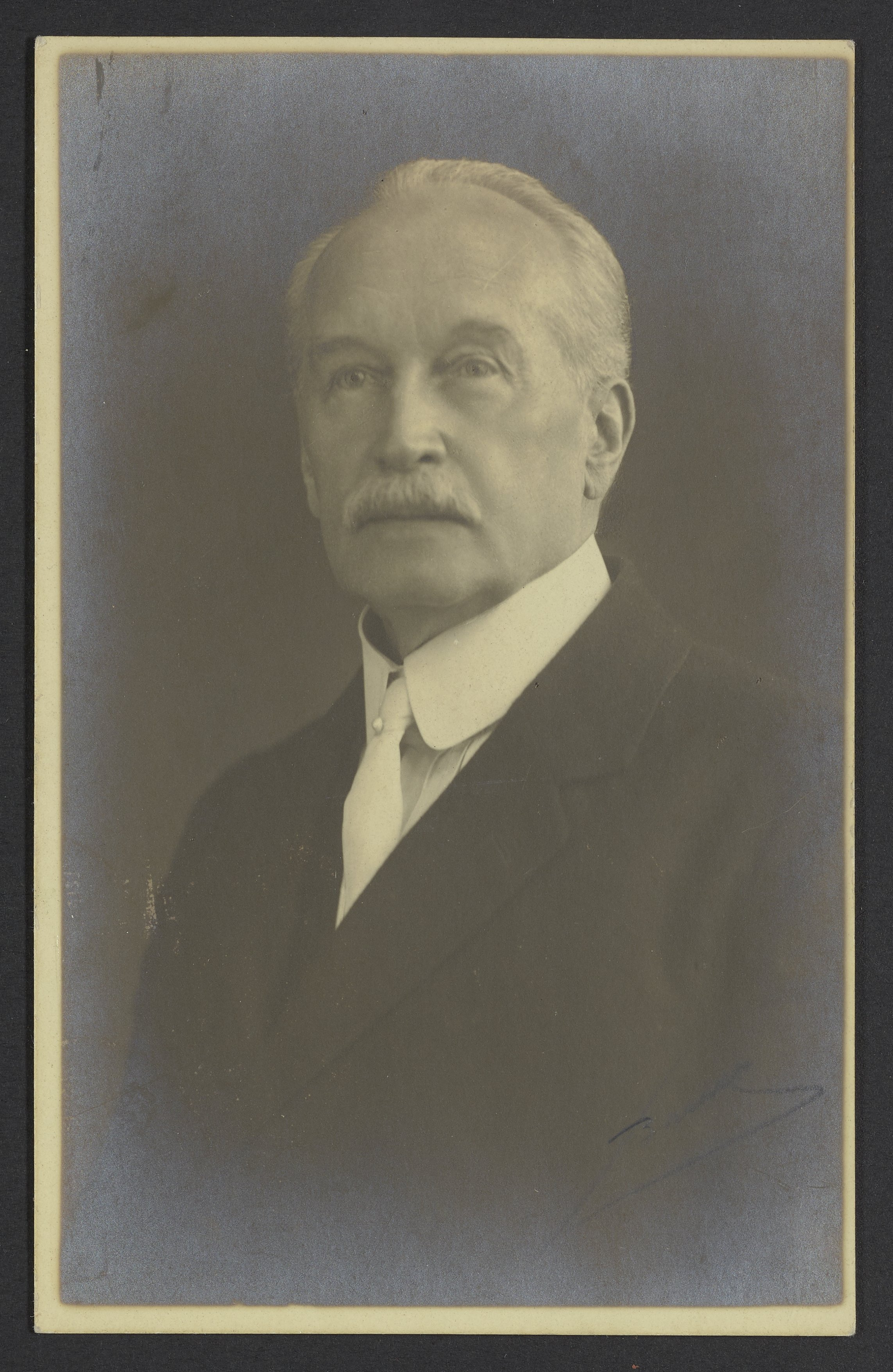
Adolf von Oechelhäuser (ca. 1922)

Adolf Wilhelm Theodor von Oechelhäuser (* 17. September 1852 in Mülheim an der Ruhr; † 3. Juni 1923 in Dessau (Anhalt) ) war ein deutscher Kunsthistoriker und Denkmalpfleger. 

## Leben
Adolf von Oechelhäuser war der Sohn des Unternehmers Wilhelm Oechelhäuser und Bruder von Wilhelm von Oechelhäuser jun. Über seinen Vater wurde er 1883 in den Adelsstand erhoben.
Nach seiner Schulausbildung war er Offizier im Königlich Preußischen Kürassier-Regiment Seydlitz. Seit 1887 war von Oechelhäuser an der Heidelberger Universität Privatdozent für Kunstgeschichte. 1893 wurde von Oechelhäuser auf den Lehrstuhl für Kunstgeschichte an der Technischen Hochschule Karlsruhe berufen, deren Rektor er 1902/03 und 1909/10 war. 1895 hielt er die Rede bei der Enthüllungsfeier des Wilhelm-Lübke-Denkmals in Karlsruhe. Unter Franz Xaver Kraus war er mit Josef Durm Mitherausgeber der Reihe Die Kunstdenkmäler des Grossherzogthums Baden, für die er auch die Bände zu den Kreisen Mosbach und Heidelberg verfasste. Von 1913 bis 1918 gehörte Oechelhäuser als Abgeordneter der TH Karlsruhe der Ersten Kammer der Badischen Ständeversammlung an. 
Nachdem der im Jahre 1900 in Dresden tagende erste deutsche Tag für Denkmalpflege Georg Dehios „Programm zu einem Handbuche der deutschen Denkmäler“ gebilligt hatte, gehörte von Oechelhäuser neben Cornelius Gurlitt und Hugo Loersch der Kommission an, die Dehio dann mit der Erstellung des Handbuchs der deutschen Kunstdenkmäler beauftragt hatte.
1902 wurde von Oechelhäuser der Titel „Hofrat“ verliehen. Als Geheimer Hofrat starb von Oechelhäuser im Alter von 70 Jahren in der anhaltischen Landeshauptstadt Dessau, wo er sich anlässlich des Todes seines Bruders aufhielt. Neben diesem wurde er in Dessau im Erbbegräbnis der Familie bestattet. Sein Nachlass befindet sich zum einen im Historischen Archiv des Germanischen Nationalmuseums in Nürnberg (u. a. Korrespondenz über die „Tage für Denkmalpflege“) und im Bundesarchiv in Koblenz.
Er war, wie sein Vater und sein Bruder, Mitglied der Dessauer Freimaurerloge Esiko zum aufgehenden Licht.

## Veröffentlichungen (Auswahl)
- Der Bilderkreis zum wälschen Gaste des Thomasin von Zerclaere nach den vorhandenen Handschriften untersucht und beschrieben. Koester, Heidelberg 1890.
- Das Heidelberger Schloss. Bau- und kunstgeschichtlicher Führer. Siebert, Heidelberg 1891 Digitalisat der 6. Auflage von 1923
- mit Franz Xaver Kraus (Hrsg.): Die mittelalterlichen Wandgemälde im Großherzogthum Baden (erschienen nur ein Band Darmstadt 1893).
- Die Kunstdenkmäler des Grossherzogthums Baden, Verlag J. C. B. Mohr:

- Band 4 Die Kunstdenkmäler des Kreises Mosbach
  - Band 4, 1: Die Kunstdenkmäler des Amtsbezirks Wertheim (Kreis Mosbach), Freiburg 1896. Digitalisat
  - Band 4, 2: Die Kunstdenkmäler des Amtsbezirks Tauberbischofsheim (Kreis Mosbach), Freiburg 1898. Digitalisat
  - Band 4, 3: Die Kunstdenkmäler der Amtsbezirke Buchen und Adelsheim (Kreis Mosbach), Tübingen 1901. Digitalisat
  - Band 4, 4: Die Kunstdenkmäler der Amtsbezirke Mosbach und Eberbach (Kreis Mosbach), Tübingen 1906. Digitalisat

- Band 8: Die Kunstdenkmäler des Kreises Heidelberg
  - Band 8, 1: Die Kunstdenkmäler der Amtsbezirke Sinsheim, Eppingen und Wiesloch (Kreis Heidelberg), Tübingen 1909 Digitalisat
  - Band 8, 2: Die Kunstdenkmäler des Amtsbezirks Heidelberg (Kreis Heidelberg), Tübingen 1913 Digitalisat

- Geschichte der großh. badischen Akademie der bildenden Künste. Festschrift zum 50-jährigen Stiftungsfeste. Verlag Braun, Karlsruhe 1904 Digitalisat
- Wege, Ziele und Gefahren der Denkmalpflege. Karlsruhe 1909
- Krieg und Kunst. Verlag Braun, Karlsruhe 1915